# Sabueso serbio
El Sabueso serbio (en serbio: српски гонич / srpski gonič), ante conocido como Cazador de los Balcanes (балкански гонич / balkanski gonič), es un perro de caza en jauría con origen en Serbia.
La FCI cambió su designación oficial de "Cazador de los Balcanes" a "Sabueso serbio" en 1996.
Es rojizo o cobre con una gran mancha negra. Su cabeza es plana y en pendiente con orejas caídas típicas de los sabuesos. Mide 44 a 56 cm a la cruz y pesa unos 20 kg y tiene el manto suave con el pelo basto y grueso.
Descrito como un perro obediente por naturaleza, se cree que desciende de perros abandonados por los Fenicios en la región de los Balcanes.